# Goryphus senegalensis
Goryphus senegalensis là một loài tò vò trong họ Ichneumonidae.